# Mausolée Savart
Le mausolée Savart est un mausolée situé à Saint-Michel, en France.

## Description
Le Mausolée Savart, de style éclectique, est l'œuvre de l'architecte français Charles Garnier et du sculpteur français Eugène Delaplanche.
L'homme d'affaires César Savart fit leur rencontre lors de son aventure parisienne.
Charles Garnier fut l'architecte entre autres de l'Opéra de Paris et du casino de Monte-Carlo.
En avant du mausolée, se dressent deux statues en pierre, représentant les allégories du Travail et de la Charité, comprenez César Savart et son fils Arthur.

## Localisation
Ce mausolée est situé en Thiérache, sur la commune de Saint-Michel, dans le département de l'Aisne.

## Historique
Le Mausolée Savart fut dessiné à la suite du décès du fils unique de César Savart, Arthur, le 29 janvier 1881.
En juin 1890, Félicité Savart, l'épouse de César et la mère d'Arthur sera inhumée dans le mausolée.
César Savart, y sera également inhumé, à la suite de son décès survenu le 27 avril 1907.
Le monument est classé au titre des monuments historiques en 2004.